# Psicopatologia
Psicopatologia é uma área do conhecimento que objetiva estudar os estados psíquicos relacionados ao sofrimento mental. É a área de estudos que está na base da psiquiatria, cujo enfoque é clínico. É um campo do saber, um conjunto de discursos com variados objetos, métodos, questões: por um lado, encontram-se em suas bases as disciplinas biológicas e as neurociências, e por outro se constitui com inúmeros saberes oriundos da psicanálise, psicologia, antropologia, sociologia, filosofia, linguística e história.
Pode-se considerar a psicopatologia um campo de pesquisa principalmente de psicanalistas, psiquiatras e de psicólogos clínicos. A palavra "Psico-pato-logia" é composta de três palavras gregas: "psychê", que produziu "psique", "psiquismo", "psíquico", "alma"; "pathos", que resultou em "paixão", "excesso", "passagem", "passividade", "sofrimento", e "logos", que resultou em "lógica", "discurso", "narrativa", "conhecimento". Psicopatologia seria, então, um discurso, um saber, (logos) sobre o sofrimento, (pathos) da mente (psiquê). Ou seja, um discurso representativo a respeito do pathos, o sofrimento psíquico, sobre o padecer psíquico.
A psicopatologia enquanto estudo dos transtornos mentais é referida como psicopatologia geral. É uma visão descritiva dos comportamentos que se desviam do que é o meio-termo, a média, isto é, do que é esperado pela racionalidade. O estudo das patologias mentais, pode estar vinculado a uma teoria psicológica específica, por exemplo psicologia humanista, uma área da psicologia (psicologia do desenvolvimento mental) ou mesmo a outras áreas do conhecimento (neurologia, genética, evolução). Pode-se dizer que a psicopatologia pode ser compreendida por vários vieses, e estes, combinados, dão determinada leitura acerca do sofrimento mental. Essa diversidade de compreensões, ao mesmo tempo em que mostra a complexidade da área, pode causar certa confusão; assim, é fundamental que o interessado no estudo da psicopatologia esteja ciente de que existem várias teorias e abordagens na compreensão dos transtornos mentais e de comportamento.
A psicopatologia enquanto estudo e pesquisa do que é constitutivo do sujeito, do que é universal e não desviante, é enfocado pela psicopatologia fundamental. A psicanálise se aproxima desse enfoque ao propor a hipótese do inconsciente enquanto processo psíquico constitutivo que permite explicar a formação de sintomas, sonhos, atos falhos.
A psicopatologia como o ramo da ciência que trata da natureza essencial da doença mental — suas causas, as mudanças estruturais e funcionais associadas a ela e suas formas de manifestação. entretanto, nem todo estudo psicopatológico segue a rigor os ditames de uma ciência sensu stricto. A psicopatologia em acepção mais ampla, pode ser definida como o conjunto de conhecimento referentes ao adoecimento mental do ser humano. É um  que se visa ser sistemático, elucidativo e desmistificante. Como conhecimento que visa ser científico, não inclui critérios de valor, nem aceita dogma ou verdades a priori. O psicopatólogo não julga moralmente o seu objeto, busca apenas observar, identificar e compreender os diversos elementos da doença mental. Além disso, rejeita qualquer tipo de dogma, seja ele religioso, filosófico, psicológico ou biológico; o conhecimento que busca está permanentemente sujeito a revisões, críticas e reformulações.

## Normalidade, saúde mental e psicopatologia

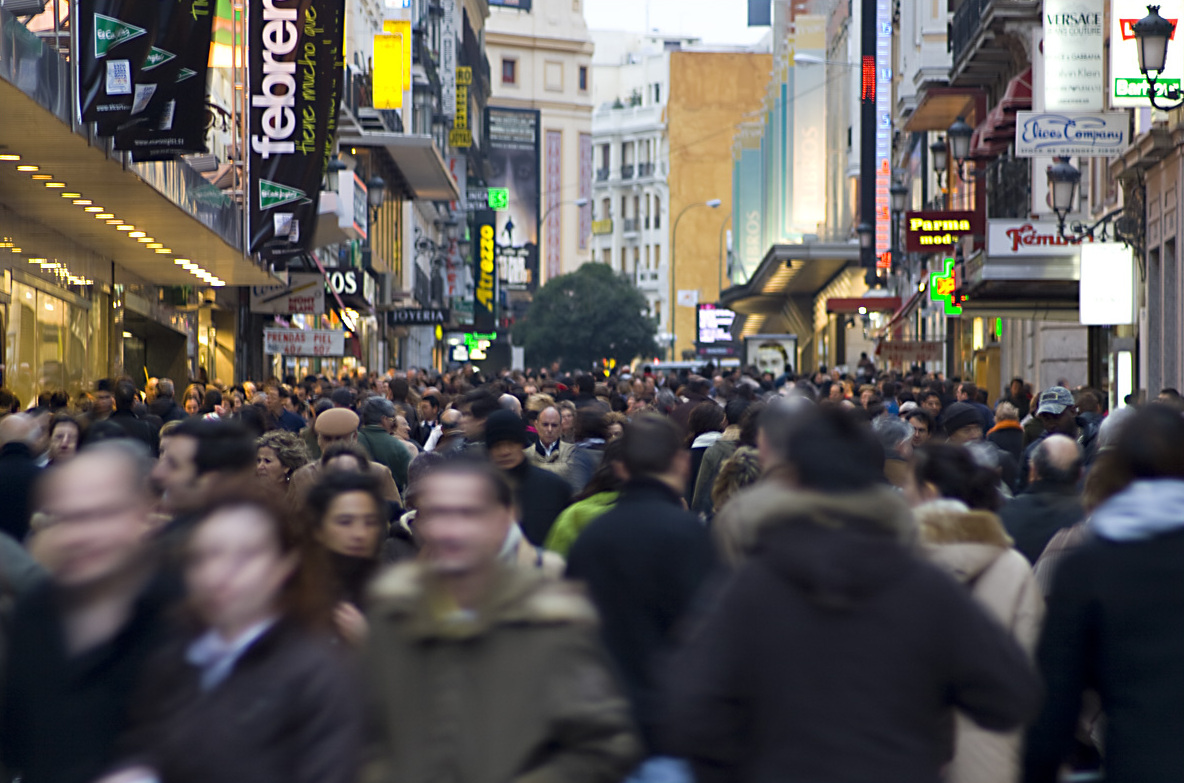
A normalidade muitas vezes é relacionada com aquilo que se espera encontrar numa população como regra.

Uma das primeiras, e talvez uma das mais importantes, discussões sobre psicopatologia diz respeito à questão da normalidade. Existem várias definições sobre o que é "normal". Estatisticamente, normal refere-se a uma propriedade de uma distribuição que aponta uma tendência, o que seria "mais comum" de encontrar em determinada amostra, o mais provável (cf. distribuição normal). Assim, o normal é o que seria o mais provável de encontrarmos numa população, o comum, o esperado. Portanto, deste ponto de vista, os comportamentos que são considerados típicos, ou seja, que são os "esperados" de se encontrar ou de acordo com os padrões sociais aceitáveis para o agir, podem ser considerados comportamentos "normais". Nessa definição, os parâmetros da cultura (morais) são a referência para aquilo que é o esperado em termos de comportamento, e o que estiver fora deste padrão, já pode ser pensado como indício de patologia. A norma ou referência da saúde mental seria um "comportamento médio" da população, e a partir deste os comportamentos individuais poderiam ser avaliados.
Saúde, normalidade e psicopatologia são termos altamente relacionados. A psicopatologia passa a ocorrer quando o comportamento de uma pessoa, ou eventualmente de um grupo de pessoas, foge àquilo que é esperado como referência de determinada sociedade, quando a pessoa passa a ter alterações importantes em relação ao comportamento que tinha no passado, com prejuízos significativos em seu funcionamento (comportamento), causando a si e a outros, especialmente seus familiares, acentuado grau de sofrimento. Tem-se como expectativa que a normalidade seja o tipo de comportamento que mais ocorre em qualquer cultura. 
A saúde mental, por sua vez, seria então uma condição ideal ou desejada para que essa normalidade possa vir a existir, com qualidade e capaz de oferecer as melhores condições para que as pessoas vivam satisfatoriamente, produzam com eficiência e possam gozar de certo grau de felicidade para com as pessoas próximas a si. Segundo a OMS, a saúde mental refere-se a um amplo espectro de atividades direta ou indiretamente relacionadas com o componente de bem-estar, que inclui a definição de um estado de completo bem-estar físico, mental e social, e não somente a ausência de doença. Este conceito engloba não apenas o comportamento manifesto, mas o sentimento de bem-estar e a capacidade de ser produtivo e bem adaptado à sociedade.
Considera-se a presença de alguma psicopatologia a partir de critérios diagnósticos. Esses critérios são catalogados em manuais que apresentam o conjunto de sintomas necessários e suficientes para que se possa considerar que alguém está apresentando algum tipo de transtorno mental. Os critérios variam muito de grupo de transtornos (p. ex., transtornos de humor e transtornos de ansiedade possuem diferentes critérios gerais) e dos transtornos entre si (p. ex., transtorno depressivo maior e distimia), exigindo muitas vezes a elaboração de um diagnóstico diferencial. O Manual Diagnóstico e Estatísticos de Transtornos Mentais e de Comportamento da Associação Psiquiátrica Americana,quinta edição (DSM-5), que é o manual utilizado nos Estados Unidos como referência para entendimento e diagnóstico, define os transtornos mentais como síndromes ou padrões comportamentais ou psicológicos com importância clínica, que ocorrem num indivíduo. 
Estes padrões estão associados com sofrimento, incapacitação ou com risco de sofrimento, morte, dor, deficiência ou perda importante da liberdade. Essa síndrome ou transtorno não deve constituir uma resposta previsível e culturalmente aceita diante de um fato, como o luto. Além disso, deve ser considerada no momento como uma manifestação de uma disfunção comportamental, psicológica ou biológica no indivíduo. O DSM-IV-TR assinala que nem comportamentos considerados fora da norma social predominante (p. ex., político, religioso ou sexual), nem conflitos entre o indivíduo e a sociedade são transtornos mentais, a menos que sejam sintomas de uma disfunção no indivíduo como descrito antes.
São vários os fatores que podem caracterizar um transtorno. De forma geral, considera-se que a presença de uma psicopatologia ocorra quando houver uma variação quantitativa em determinados tipos específicos de afetos, comportamentos e pensamentos, afetando um ou mais aspectos do estado mental da pessoa. Neste sentido, a psicopatologia não é um estado qualitativamente diferente da vida normal, mas sim a presença de alterações quantitativas. Por exemplo, considera-se que a tristeza seja normal e esperada na vida de qualquer pessoa, e é mesmo necessária em determinados momentos da vida (p. ex., em situação de luto). Entretanto, num quadro depressivo estabelecido, a tristeza é mais intensa e mais duradoura do que seria esperado numa situação normal e transitória. Assim, uma situação normal e esperada torna-se patológica não por ser uma experiência ou vivência qualitativamente diferente, mas por ser mais ou menos intensa do que se espera em situações normais.

## Visões sobre a psicopatologia
Da mesma forma que as diversas correntes da psicologia consideram as causas e consequências do comportamento de forma diferenciada, elaborando com frequência teorias com termos e nomenclaturas específicas, quando se trata da psicopatologia esta influência se faz sentir de forma muito intensa. Os transtornos mentais são usualmente compreendidos a partir destas teorias psicológicas, e pode ocorrer que dependendo da teoria à qual se está tomando como referência, a linguagem e os conceitos sejam diferentes. Para minimizar esta situação, usualmente utiliza-se uma nomenclatura psiquiátrica mais descritiva como "fiel" ou referência para a compreensão dos transtornos mentais.

### Psicologia cognitiva
A cognição é considerada como um conjunto amplo de funções mentais, tais como pensamento, linguagem, memória, sensopercepção, orientação, atenção e outras. No sentido amplo, o estudo da cognição incluiria o estudo dos afetos e humores, visto que também alteram e são afetados de forma significativa pelos processos de pensamento.
De forma genérica, a psicologia cognitiva estuda a relação que os processos cognitivos possuem com os afetos e comportamentos, e como estes realimentam os processos cognitivos. É amplamente confirmado que a forma como se processam as informações vindas do ambiente direcionam a análise da realidade e a autoimagem, da mesma forma que padrões já estabelecidos de pensamento "filtram" os dados da realidade que mais encaixam com nossa visão de mundo. Por exemplo, uma pessoa com sintomas depressivos tende a pensar a realidade de forma mais pessimista e limitada, o que está de acordo com seu estado de humor que "modula" como ela percebe da realidade. Assim, os sentimentos negativistas filtram as situações que estão relacionadas com eles (tendem a focar mais nos problemas que nas soluções, por exemplo). Da mesma forma, padrões aprendidos de pensamento podem favorecer que alguém foque em determinados aspectos da realidade em sintonia com eles; uma pessoa que teve uma infância onde foi alvo de muitas críticas por seus pais tende a perceber o ambiente de forma mais agressiva, e espera ser criticada por outros. Assim corre mais risco de desenvolver uma psicopatologia.

### Comportamentalismo (Behaviorismo)
O comportamentalismo (tradução do inglês behaviorism, comportamento) postula que o comportamento depende em grande medida do que ocorre em função das contingências (fatores ou variáveis) ambientais. Tendo como um dos principais expoentes B. F. Skinner, o behaviorismo influenciou muito, e influencia ainda, a educação e a psicoterapia, propondo intervenções que objetivem compreender e modificar o comportamento.
O behaviorismo postula que o comportamento é aprendido. Desta forma, coloca grande ênfase no ambiente como fator de organização e configuração daquilo que fazemos. O grande elemento que define o que fazemos são as consequências; se temos tal ou qual comportamento, o fazemos em virtude de buscar, de forma mais ou menos clara, determinado resultado. Quanto menos compreendermos os efeitos de nossos comportamentos, assim como os elementos que o desencadeiam (contingências), podemos dizer que somos menos livres e menos autodeterminados. A psicopatologia pode ser compreendida como um conjunto de aprendizagens que levaram a comportamentos que são pouco adaptados ao contexto atual, causando respostas emocionais de sofrimento. Portanto, a terapia pode buscar a modificação destes aprendizados, visando um comportamento mais bem adaptado.

#### Relações entre a psicologia cognitiva e o behaviorismo
Uma ampla gama de psicólogos clínicos e pesquisadores efetuam uma fusão entre os conhecimentos da psicologia cognitiva e do behaviorismo. Embora do ponto de vista conceitual e da pesquisa esse movimento receba várias críticas (de ambos os lados, mas talvez mais do lado behaviorista), do ponto de vista prático os psicólogos clínicos entendem que é uma integração eficiente, pois combina teorizações e técnicas de modificação de comportamento com estratégias de revisão e alteração de esquemas cognitivos. Desta forma, caracteriza-se a psicologia cognitivo-comportamental como região de interface entre as duas teorias.

### Psicanálise
A psicanálise foi uma das primeiras teorias com aspecto científico que objetivou compreender o fenômeno da psicopatologia. Fundada por Sigmund Freud, postulava que o comportamento era em grande medida determinado pelos aspectos inconscientes da personalidade. Desta forma, o homem possui menos controle sobre os seus atos do que gosta de acreditar que tem, e esse pode ser um fator relacionado com o surgimento e a manutenção dos transtornos mentais.
Não existe uma forma única de compreender a psicopatologia pela visão psicanalítica. O tema é complexo por, pelo menos, duas razões: à medida em que Freud foi avançando em sua elaboração sobre o funcionamento psíquico, foi incorporando e integrando conceitos. Um segundo fator é que por psicanálise entende-se uma gama ampla de formulações teóricas sobre o inconsciente; neste sentido, há autores que são entendidos como psicanalíticos (como Anna Freud, Melanie Klein e Jacques Lacan) e outros, dissidentes, que aproveitaram alguns aspectos da psicanálise freudiana e organizaram suas formulações (como Wilhelm Reich, Alfred Adler e Carl Gustav Jung).
Abordando a conceitualização psicanalítica clássica, pode-se dizer que o inconsciente, em interação com o pré-consciente e consciente, seriam as instâncias psíquicas responsáveis pelo funcionamento adequado ou patológico. Na medida em que há conteúdos inconscientes reprimidos, ou recalcados, que estão por alguma razão proibidos de vir à consciência, esta pressão poderia ser geradora de sofrimento. Se esse impedimento for muito forte ou prolongado, há chances de ocorrer o desenvolvimento de patologias.

### Fenomenologia
Karl Jaspers afirmava que o objetivo da fenomenologia é "sentir, apreender e refletir sobre o que realmente acontece na alma do homem". No entanto, a psicopatologia é a própria razão de existir da psiquiatria, sua disciplina fundamental, básica, nuclear. Para Jaspers, a psicopatologia tem por objetivo estudar descritivamente os fenômenos psíquicos anormais, exatamente como se apresentam à experiência imediata, buscando aquilo que constitui a experiência vivida pelo enfermo.
A psicopatologia se estabelece através da observação e sistematização de fenômenos do psiquismo humano e presta a sua indispensável colaboração aos profissionais que trabalham com saúde mental, em especial os psiquiatras, os psicólogos, os médicos de família e os neurologistas clínicos. Pode estar fundamentada na fenomenologia (no sentido de psicologia das manifestações da consciência), em oposição a uma abordagem estritamente médica de tais patologias, buscando não reduzir o sujeito a conceitos patológicos, enquadrando-o em padrões baseados em pressupostos e preconceitos.
Autores como Karl Jaspers e Eugène Minkowski buscam uma ponte possível entre a psicopatologia descritiva e a fenomenológica. Diferentemente de outras especialidades médicas, em que os sinais e sintomas são ícones ou índices, a psiquiatria trabalha também com símbolos. Posto isso, o pensamento, a sensibilidade e a intuição ainda são, e sempre serão, o instrumento propedêutico principal do psiquiatra, pois que, sem a homogeneidade conceitual do que seja cada fato psíquico não há, e não haverá, homogeneidade na abordagem clínico-terapêutica do mesmo. Essa seria uma tarefa do terapeuta: mergulhar nos fenômenos que transitam entre duas consciências, a nossa, a do psiquiatra/pessoa e a do outro, a do paciente/pessoa. Deixar que os fenômenos se fragmentem, que suas partes confluam ou se esparjam, num movimento próprio e intrínseco a eles. Cabe ao profissional efetuar uma leitura da configuração final desse jogo estrutural, sem maiores pressupostos ou intencionalidade, e com procedimentos posteriores de verificação.

## Sistemas de classificação dos transtornos mentais
As manifestações psicopatológicas podem ser classificadas de diversas maneiras:, por etiologia (a exemplo das orgânicas e psicológicas), por tipo de alteração (a exemplo da neurose e psicose que considera a relação com a consciência como perda de contato com a realidade na concepção psicanalítica desta), etc. A categoria de classificação possui fins estatísticos ou seja de tabulação de prontuários em serviços de saúde, atestados, declarações de óbito. Entre as mais conhecidas estão a CID (Classificação Internacional das Doenças e de Problemas relacionados à Saúde que está na 10.ª revisão e se inciou em 1893) e o DSM (referente ao Manual Diagnóstico e Estatístico de Transtornos Mentais, uma publicação da American Psychiatric Association, Washington D.C., sendo a sua 4.ª edição conhecida pela designação “DSM-IV-TR”). A CID-10 é a classificação usada no Brasil nos serviços de saúde para referenciar todos os quadros de enfermidades e doenças, inclusive os transtornos mentais. O DSM-IV-TR é também bastante utilizado para fins de diagnóstico, pois permite uma avaliação multiaxial do paciente.
A importância dos sistemas de classificação reside no fato de que propõe categorias diagnósticas, visando diferenciar os diversos quadros relacionados aos transtornos mentais, pela separação em grandes grupos de patologias. A CID-10 e o DSM-IV-TR são sistemas diferentes, propostos respectivamente pela Organização Mundial da Saúde e pela American Psychiatric Association (APA), e possuem diferentes formas de classificação. Tanto a CID-10 quanto o DSM-IV-TR são sistemas de classificação a-teóricos, ou seja, não estão vinculados direta ou exclusivamente a uma teoria psicológica (p. ex., psicanálise, cognitivismo, humanismo) na explicação da gênese, manutenção e tratamento dos sintomas. Esta visão a-teórica permite que os sistemas sejam utilizados, virtualmente, por todos os profissionais da saúde.

### CID-10
A CID-10 apresenta um caráter descritivo por diagnóstico, com os principais aspectos clínicos e outros associados, mesmo que menos importantes. Fornece diretrizes diagnósticas que são as orientações que visam auxiliar o profissional a avaliar o conjunto de sinais e de sintomas apresentados pelo paciente.
Pode-se conferir aqui a lista completa do capítulo da CID-10 referente aos transtornos mentais e de comportamento.
De forma resumida, o capítulo V da CID-10 que corresponde aos Transtornos Mentais e Comportamentais inclui as seguintes categorias de classificação:
F00-F09 – Transtornos mentais orgânicos, inclusive os sintomáticos;
F10-F19 – Transtornos mentais e comportamentais devidos ao uso de substancias psicoativas;
F20-F29 – Esquizofrenia, transtornos esquizotípicos e delirantes;
F30-F48 – Transtorno do humor (afetivos);
F40-F48 – Transtornos neuróticos, transtornos relacionados com o estresse e transtornos  somatoformes;
F50-F59 – Síndromes comportamentais associadas com distúrbios fisiológicos e a fatores físicos;
F60-F69 – Transtorno de personalidade e do comportamento do adulto;
F70-F79 – Retardo Mental;
F80-F89 – Transtornos do desenvolvimento psicológico;
F90-F98 – Transtornos do comportamento e transtornos emocionais que aparecem habitualmente na infância e adolescência.

### DSM-IV-TR
O DSM-IV-TR é um sistema diagnóstico definido como multiaxial. Isso significa que ele avalia vários fatores, ou "eixos" (axis) do comportamento, buscando uma compreensão que vai além do simples diagnóstico do transtorno mental atual.
São os cinco eixos de avaliação do DSM-IV-TR (p. 59-69):
| Eixo     | O que avalia                                                                | Descrição |
| -------- | --------------------------------------------------------------------------- | --- |
| Eixo I   | Transtornos Clínicos Outras condições que podem ser foco de atenção clínica | Apresenta os transtornos mentais e de comportamento e outras condições que podem ser foco de atenção do clínico. |
| Eixo II  | Transtornos de Personalidade Retardo Mental                                 | Apresenta eventual presença de transtorno de personalidade e/ou a ocorrência de retardo mental. |
| Eixo III | Condições Médicas Gerais                                                    | Relata possíveis condições médicas associadas e/ou concomitantes aos transtornos mentais avaliados que podem, ou não, aumentar os sintomas do paciente.                                                                          |
| Eixo IV  | Problemas Psicossociais e Ambientais                                        | Apresenta fatores sociais, ambientais, de trabalho, etc., associados aos transtornos mentais e que podem aumentar ou reduzir a intensidade dos sintomas dos eixos I ou II.                                                       |
| Eixo V   | Avaliação Global do Funcionamento (AGF)                                     | Escore de avaliação do funcionamento do paciente no momento da avaliação. Valor 0 (zero) para informações inadequadas, 100 (cem) para funcionamento superior e, entre 1 e 99, valores intermediários de intensidade de sintomas. |

Organização geral das categorias do DSM-IV-TR:
- 1. Transtornos geralmente diagnosticados pela primeira vez na infância ou na adolescência;
- 2. Delirium, demência, transtorno amnéstico e outros transtornos cognitivos;
- 3. Transtornos mentais causados por uma condição médica geral;
- 4. Transtornos relacionados a substâncias;
- 5. Esquizofrenia e outros transtornos psicóticos;
- 6. Transtornos do humor;
- 7. Transtornos de ansiedade;
- 8. Transtornos somatoformes;
- 9. Transtornos factícios;
- 10. Transtornos dissociativos;
- 11. Transtornos sexuais e da identidade de gênero;
- 12. Transtornos da alimentação;
- 13. Transtornos do sono;
- 14. Transtornos do controle do impulso não classificados em outro local;
- 15. Transtornos de adaptação;
- 16. Transtornos de personalidade;
- 17. Outras condições que podem ser foco de atenção clínica.